# DLVO理论
DLVO理论（以鲍里斯·德贾金（Boris Derjaguin）、列夫·朗道（Lev Landau）、埃弗特·维韦（Evert Verwey）和西奥多·奥弗比克（Theodoor Overbeek）命名）定量解释了分散系的聚集和动力学稳定性，並描述了通過液體介質相互作用的帶電錶面之間的力。它結合了范德华吸引力和由双电层抗衡离子而產生的靜電排斥效應。 DLVO相互作用的靜電部分是在低表面电势极限下的平均场论中计算的，即当表面上基本电荷势能远小于热能尺度 {\displaystyle k_{\text{B}}T}时。对于两个半径{\displaystyle a}的球體每個都有一個電荷{\displaystyle Z}（以基本電荷單位表示）由中心到中心距離{\displaystyle r}分散在介电常数{\displaystyle \epsilon _{r}}的流體中，流體含有一定濃度的{\displaystyle n}對一價離子，靜電勢採用屏蔽庫侖或汤川势形式，{\displaystyle \beta U(r)=Z^{2}\lambda _{\text{B}}\,\left({\frac {e^{\kappa a}}{1+\kappa a}}\right)^{2}\,{\frac {e^{-\kappa r}}{r}},}其中
- {\displaystyle \lambda _{\text{B}}}是比耶鲁姆长度，
- {\displaystyle U}是势能，
- {\displaystyle e} ≈ 2.71828 是欧拉数，
- {\displaystyle \kappa }是德拜-休克尔筛选长度的倒数（ {\displaystyle \lambda _{\text{D}}} ）； {\displaystyle \kappa }来自{\displaystyle \kappa ^{2}=4\pi \lambda _{\text{B}}n} ，
- {\displaystyle \beta ^{-1}=k_{\text{B}}T}是绝对温度{\displaystyle T}下的热能标度

## 概述
DLVO理論是一種膠體分散穩定性理論，其中zeta 电位用於解釋當兩個粒子彼此接近時，它們的離子氣氛開始重疊並產生排斥力。在該理論中，認為有兩種力影響膠體穩定性：范德华力和双电层力。
总势能被描述為吸引勢能和排斥勢能之和。當兩個粒子彼此接近時，靜電斥力增加，並且它們的双电层之間的干擾增加。然而，隨著它們越來越近，范德华吸引力也會增加。在每個粒子距離處，較大值中減去較小值可得到淨勢能。
在非常近的距離處，這些力的組合會產生深吸引力井，這被稱為主要最小值。在較大距離處，能量分佈經過最大值或能量势垒，隨後經過淺最小值（稱為次最小值）。
在能量勢壘最大時，排斥力大於吸引力。粒子在粒子間接觸後反彈，並保持分散在整個介質中。最大能量需要大於熱能。否則，顆粒將由於吸引力而聚集。障礙物的高度表明系統的穩定性。由於粒子必須克服這個障礙才能聚集，因此碰撞過程中的兩個粒子由於其速度和質量必須具有足夠的动能。如果屏障被清除，則淨相互作用都是有吸引力的，因此顆粒會聚集。因為可以認為胶体被范德华力捕获在一起，該內部區域通常被稱為能量陷阱。
对于胶体系统，當顆粒處於深層初級極小值時可以達到熱力學平衡狀態。在初級最小值處，吸引力超過了低分子距離處的排斥力，顆粒产生不可逆的凝結。然而，當最大能壘太高而無法克服時，膠體顆粒可能會停留在次要極小值，其中顆粒被保持在一起，但比初級極小值更弱。顆粒形成弱吸引力，但很容易重新分散。因此，次要最小值處的粘附力是可逆的。

## 历史
1923 年，德拜（Debye）和休克尔（Hückel）首次成功報導了離子溶液中電荷分佈的理論。 Levine和Dube 隨後將線性化Debye-Hückel理論的框架應用於膠體分散體，他們發現帶電膠體粒子應該經歷較強的中程排斥和較弱的長程吸引力。該理論沒有解釋在高離子強度溶液中觀察到的膠體分散體對不可逆聚集的不穩定性。1941 年，Derjaguin和列夫·朗道提出了一種膠體分散體穩定性理論，該理論引發了由強但短程的范德華吸引力驅動的基本不穩定性，而靜電斥力的穩定影響抵消了這種吸引力。1948年，Verwey和Overbeek獨立得出了相同的結果。這種所謂的DLVO理論解決了Levine-Dube理論無法解釋膠體分散體穩定性對電解質離子強度依賴性的問題。

## 推导
DLVO理论是范德华力和双层力的綜合作用。推導時，必須考慮不同的條件，得到不同的方程。但一些有用的假設可以有效簡化過程，適合一般情況。推導它的簡化方法是將兩個部分加在一起。

### 范德华吸引力
范德華力是偶極-偶極力、偶極誘導偶極力和色散力的總稱，其中色散力是最重要的部分，因為它始終存在。假設兩個原子或小分子之間的對勢是純吸引的，其形式為w = −C/r n，其中C是相互作用能常數，由分子的性質決定，n = 6表示范德華吸引力。在另一種可加性假設下，分子與由相似分子組成的平面之間的淨相互作用能將是該分子與表面體中每個分子之間的相互作用能之和。因此，距表面距離D處的分子的淨相互作用能為{\displaystyle w(D)=-2\pi \,C\rho _{1}\,\int _{z=D}^{z=\infty \,}dz\int _{x=0}^{x=\infty \,}{\frac {x\,dx}{(z^{2}+x^{2})^{3}}}={\frac {2\pi C\rho _{1}}{4}}\int _{D}^{\infty }{\frac {dz}{z^{4}}}=-{\frac {\pi C\rho _{1}}{6D^{3}}}}其中
- w(r)是分子與表面之間的相互作用能，
- {\displaystyle \rho _{1}}是表面的數密度，
- z是垂直於表面並穿過分子的軸，其中z = D是分子所在的位置，而z = 0则在表面，
- x軸垂直於z軸，交點處x = 0。

半径为R的大球体与平坦表面的相互作用能可以计算为{\displaystyle W(D)=-{\frac {2\pi C\rho _{1}\rho _{2}}{12}}\int _{z=0}^{z=2R}{\frac {(2R-z)zdz}{(D+z)^{3}}}\approx -{\frac {\pi ^{2}C\rho _{1}\rho _{2}R}{6D}}}其中
- W(D)是球體與表面之間的相互作用能，
- {\displaystyle \rho _{2}}是球體的數密度。

为方便起见，Hamaker 常数A为{\displaystyle A=\pi ^{2}C\rho _{1}\rho _{2},}方程变为{\displaystyle W(D)=-{\frac {AR}{6D}}.}採用類似的方法，根據德雅金近似，可以計算不同形狀粒子之間的范德華相互作用能，例如粒子之間的能量
- 两球： {\displaystyle W(D)=-{\frac {A}{6D}}{\frac {R_{1}R_{2}}{(R_{1}+R_{2})}},}
- 球体和曲面： {\displaystyle W(D)=-{\frac {AR}{6D}},}
- 两个表面： {\displaystyle W(D)=-{\frac {A}{12\pi D^{2}}}}每单位面积。

### 双层力
液體中的表面可以通過表面基團（例如玻璃或二氧化矽表面的矽烷醇基團 ）的離解或通過從周圍溶液中吸附帶電分子（例如聚电解质）而帶電。這導致壁表面電勢的發展，該電勢將吸引周圍溶液中的反離子並排斥共離子。在平衡狀態下，表面電荷由溶液中帶相反電荷的反離子平衡。反離子濃度增強的表面附近的區域稱為雙電層（electrical double layer，EDL）。EDL可以通過細分為兩個區域來近似。最接近帶電壁表面的區域中的離子與表面牢固結合。該固定層稱為斯特恩層或亥姆霍茲層。鄰近Stern層的區域稱為擴散層，包含鬆散關聯且相對活動的離子。由於抗衡離子層的形成而形成的總雙電層導致壁電荷的靜電屏蔽，並使EDL形成的吉布斯自由能最小化。
漫射雙電層的厚度稱為德拜屏蔽长度{\displaystyle 1/\kappa } 。在两个德拜屏蔽长度的距离处，电势能降低至表面壁处的值的2%。{\displaystyle \kappa ={\sqrt {\sum _{i}{\frac {\rho _{\infty i}e^{2}z_{i}^{2}}{\epsilon _{r}\epsilon _{0}k_{\text{B}}T}}}}}单位为m−1 ，其中
- {\displaystyle \rho _{\infty i}}是本體溶液中離子i的數密度，
- z是離子的化合價（例如，H+的化合價為+1，Ca 2+的化合價為+2），
- {\displaystyle \varepsilon _{0}}是真空电容率， {\displaystyle \epsilon _{r}}是相对电容率，
- kB是玻尔兹曼常数。

兩個平面之間單位面積的排斥自由能為{\displaystyle W={\frac {64k_{\text{B}}T\rho _{\infty }\gamma ^{2}}{\kappa }}e^{-\kappa D}}其中
- {\displaystyle \gamma }是減少的表面電勢， {\displaystyle \gamma =\tanh \left({\frac {ze\psi _{0}}{4k_{\text{B}}T}}\right)} ,
- {\displaystyle \psi _{0}}是表面電勢。

半径为R的兩個球體之間的相互作用自由能為{\displaystyle W={\frac {64\pi k_{\text{B}}TR\rho _{\infty }\gamma ^{2}}{\kappa ^{2}}}e^{-\kappa D}.}結合范德華相互作用能和雙層相互作用能，液體中兩個粒子或兩個表面之間的相互作用可以表示為{\displaystyle W(D)=W(D)_{\text{A}}+W(D)_{\text{R}},}其中W(D)R是由於電斥力而產生的排斥相互作用能，W(D)A是由於范德華相互作用而產生的吸引相互作用能。

## 剪切流的影响
在Alessio Zaccone等人工作中，DLVO膠體穩定性理論已擴展到考慮流体动力系統中剪切流的影響，這與許多應用相關，例如微流体、化学反应器、大氣和環境流動。在這個剪切系統的擴展 DLVO理論中，聚集的DLVO能壘通過負貢獻而降低，該負貢獻與粒子的佩克莱特数成正比，即与剪切速率、介质粘度和立方體成正比膠體顆粒尺寸的大小，而比例係數取決於流動的幾何形狀。該結果是通過匹配漸近展开法获得的控制漂移–扩散方程的近似解获得。 
該理論解釋了剪切引起的顆粒聚集的特徵滯後時間，該滯後時間隨剪切速率呈指数下降。 它還解釋了滯後時間後聚集動力學的隨後失控（自催化）狀態，以及通常在剪切誘導聚集和自組裝系統中發現的聚集體的特徵雙峰簇尺寸分佈。此外，該理論已經在不同的流動條件、不同的顆粒和微流體系統以及液相的粘彈性特性方面得到了驗證。

## 应用
自 20 世紀 40 年代以來，DLVO 理論已被用來解釋膠體科學、吸附和許多其他領域中發現的現象。由於最近納米顆粒研究的流行，DLVO 理論變得更加流行，因為它可以用來解釋材料納米顆粒（例如富勒烯顆粒）和微生物的行為。

## 缺点
據報導，DLVO結構之外的其他力在確定膠體穩定性方面也發揮著重要作用。DLVO理論不能有效地描述有序過程，例如低鹽濃度的稀分散體中膠體晶體的演化，也無法解釋膠體晶體的形成與鹽濃度之間的關係。